# خاووشووا
خاووشووا (به لهستانی:  Hałuszowa) یک روستا در لهستان است که در گمینا کروشچینکو ناد دونایتسم واقع شده‌است.